# Dortmund
Dortmund este un oraș în landul Renania de Nord-Westfalia, Germania. Cu o populație de 579.012 (decembrie 2012) se clasează pe locul 8 în clasamentul celor mai mari orașe din Germania. De asemenea, Dortmund este cel mai mare oraș al regiunii Ruhr, unde locuiesc aproximativ 5,3 milioane de oameni.
Orașul este traversat de râurile Ruhr și Emscher, dar și de canalul Dortmund-Ems pe care este situat cel mai mare port pe canal din Europa.

## Istorie
Dortmund a fost menționat în documente oficiale prin anii 880 sub numele de Throtmanni. În 1152 a fost reconstruit de către Frederic I, împăratul Sfântului Imperiu Roman, după ce a fost distrus de un incendiu. În secolul al XIII-lea a devenit principalul oraș al Westfaliei. În 1320 a apărut menționat cu numele Dorpmunde.

## Sport
Dortmund este un oraș renumit în lumea sportului datorită Borussiei Dortmund, unul dintre cele mai de succes cluburi de fotbal din Germania. Câștigătoare a Ligii Campionilor UEFA în 1997 și a Cupei Intercontinentale în același an, Borussia Dortmund a câștigat și o Cupă a Cupelor UEFA în 1966, 5 supercupe ale Germaniei și 8 campionate interne.

## Cultură
Orașul deține o lungă tradiție în muzică și teatru. Orchestra Filarmonică din Dortmund a fost înființată în 1887. Opera a fost construită în 1904, distrusă în al Doilea Război Mondial și redeschisă în 1966 cu numele de Operhaus Dortmund. Din 2002, orașul beneficiază de o sală de concerte cu 1550 de locuri, numită Konzerthaus Dortmund.

## Educație
Dortmund reprezintă și un centru universitar în Germania, cu numeroase universități și academii unde studiază aproximativ 45,000 de studenți. Printre cele mai importante universități se numără:
- Technische Universität Dortmund: Universitatea Tehnică din Dortmund înființată în 1968.
- Fachhochschule Dortmund: Universitatea de Științe Aplicate fondată în 1971.
- FOM Hochschule für Oekonomie & Management, Standort Dortmund: Academia pentru Management înființată în 1993.
- Fachhochschule für öffentliche Verwaltung Nordrhein-Westfalen: Academia de Administrație Publică.
- IT-Center Dortmund.

## Transporturi

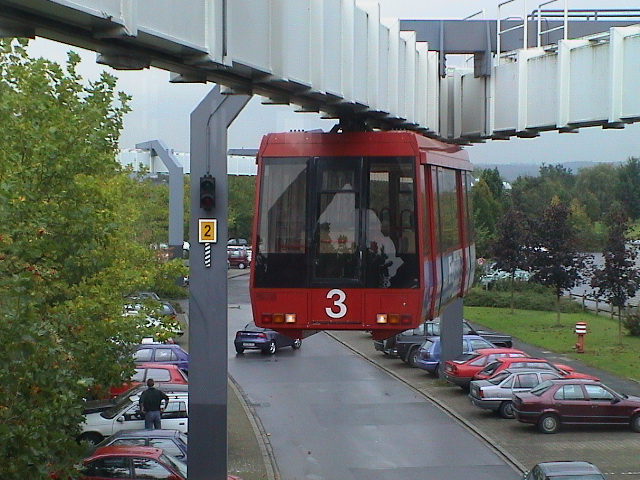
Monorail H-Bahn la Dortmund

Aeroportul Internațional Dortmund este de mărime medie, fiind situat la 13 km (8 mile) la est de centrul orașului.
Gara Centrală din Dortmund (în germană Dortmund Hauptbahnhof) este o mare platformă feroviară a Germaniei.
Portul din Dortmund (în germană: Dortmunder Hafen) este cel mai mare port pe canal din Europa și al 11-lea dintre porturile fluviale ale Germaniei. Dortmund este și răspântie a rețelelor autorutiere europene și germane. Autostrada federală 40 urmează vechile itinerarii comerciale ale Hansei care leagă orașul de alte metropole ale Ruhrului. Conexiuni cu alte regiuni mai îndepărtate ale Germaniei sunt propuse prin autostrăzile A1 și A2 care trec prin proximitatea de nord și de est a orașului și se întretaie la Kamener Kreuz situat la nord-est de Dortmund.
Orașul are un sistem de transport public, bazat pe o rețea feroviară urbană, completat prin linii de tramvai și de autobuze. H-Bahn din Dortmund este un monorai destinat să facă naveta între cele două campusuri universitare. Un sistem aproape identic de monorai transferă pasagerii la Aeroportul Internațional din Düsseldorf.

## Personalități născute aici
- Ralf Bendix (1924 - 2014), cântăreț, compozitor.